# Vitória Sport Clube 2011-2012

## Rosa 2011-2012
| N. |                       | Ruolo | Calciatore      |
| -- | --------------------- | ----- | --------------- |
| 1  | Brasile (bandiera)    | P     | Nilson          |
| 2  | Brasile (bandiera)    | D     | Freire          |
| 3  | Brasile (bandiera)    | D     | Rodrigo Defendi |
| 4  | Portogallo (bandiera) | C     | Pedro Mendes    |
| 5  | Marocco (bandiera)    | D     | Issam El Adoua  |
| 6  | Brasile (bandiera)    | D     | Bruno Teles     |
| 8  | Brasile (bandiera)    | A     | Marcelo Toscano |
| 10 | Portogallo (bandiera) | C     | Nuno Assis      |
| 14 | Uruguay (bandiera)    | C     | Jean Barrientos |
| 17 | Uruguay (bandiera)    | C     | Urreta          |
| 18 | Brasile (bandiera)    | C     | Leonel Olímpio  |

| N. |                        | Ruolo | Calciatore           |
| -- | ---------------------- | ----- | -------------------- |
| 22 | Algeria (bandiera)     | A     | Sūdānī               |
| 23 | Portogallo (bandiera)  | A     | Paulo Sérgio         |
| 29 | Brasile (bandiera)     | A     | Edgar                |
| 31 | Stati Uniti (bandiera) | A     | Kamani Hill          |
| 32 | Argentina (bandiera)   | C     | Jorge Emanuel Molina |
| 33 | Brasile (bandiera)     | D     | Anderson             |
| 40 | Portogallo (bandiera)  | D     | João Paulo           |
| 44 | Mali (bandiera)        | D     | Mahamadou Ndiaye     |
| 79 | Portogallo (bandiera)  | D     | Alex                 |
| 80 | Portogallo (bandiera)  | C     | João Alves           |
| 83 | Brasile (bandiera)     | P     | Douglas              |